# Carpenteria

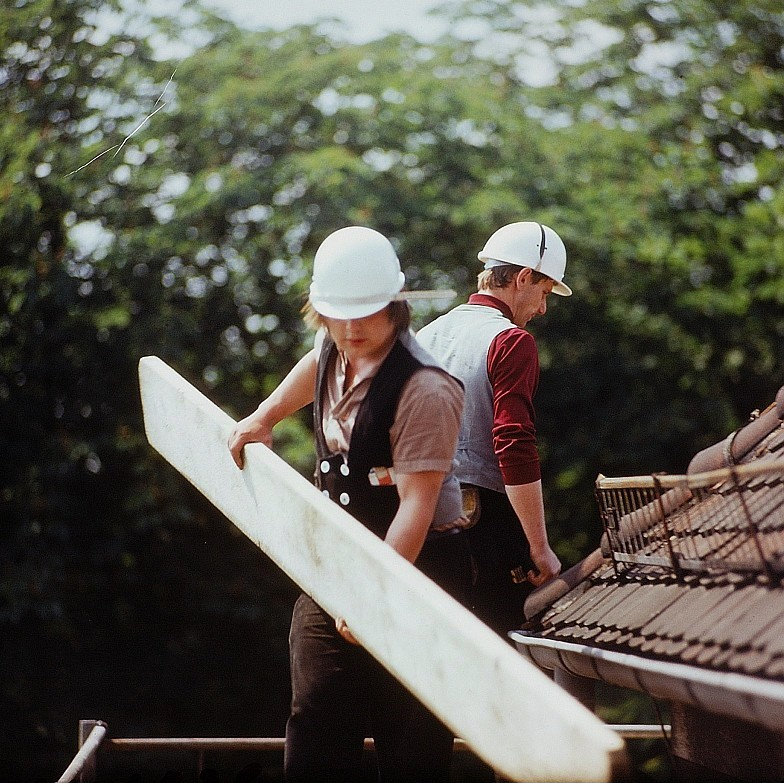
Carpentieri al lavoro

La carpenteria è l'attività di costruzione o assemblaggio di più elementi, standardizzati o preparati su misura, per la realizzazione di strutture fisse o mobili, provvisorie o definitive.
Per estensione si definisce carpenteria anche l'officina o lo stabilimento nel quale l'attività è praticata.
Normalmente la carpenteria si divide in vari settori, in funzione del tipo di materiale prevalentemente usato:
- Carpenteria in legno: prevalentemente per coperture e tetti;
- Carpenteria in ferro o metallica: normalmente divisa in leggera e pesante;
- Carpenteria edile: relativa alle costruzioni edili ed assimilate. In origine essa designava sia l'attività di costruzione di opere provvisorie e ponteggi per l'esecuzione di opere murarie, sia l'attività di costruzione di tetti e solai in legno. Con l'avvento del cemento armato, l'attività si è spostata alla realizzazione e la messa in opera di sostegni e cassaforma per i getti.